# 25531 Lessek
25531 Lessek è un asteroide della fascia principale. Scoperto nel 1999, presenta un'orbita caratterizzata da un semiasse maggiore pari a 2,3166445 UA e da un'eccentricità di 0,1683830, inclinata di 9,00390° rispetto all'eclittica.